# James Parsons
James Parsons (Palmerston North, 27 novembre 1986) è un rugbista a 15 neozelandese che gioca come tallonatore nei Blues in Super Rugby e nel North Harbour nel National Provincial Championship.

## Biografia
Parsons fece il suo esordio nel rugby professionistico con la maglia di North Harbour nella stagione 2009 del National Provincial Championship. Dopo tre annate giocate nel campionato provinciale neozelandese, fu inserito, dal tecnico Pat Lam, nel gruppo di preparazione della franchigia dei Blues per il Super Rugby 2012; torneo nel quale debuttò nell'incontro con gli Highlanders. A partire dal Super Rugby 2013 entrò a far parte in pianta stabile della rosa dei Blues, diventandone capitano nell'aprile del 2016 al posto di Jerome Kaino. Venne eletto miglior giocatore della franchigia di Auckland nel Super Rugby 2016.
Il debutto a livello internazionale di Parsons avvenne inizialmente con la maglia dei Barbarians in un test contro una selezione australiana nel novembre del 2014. La sua prestazione con la maglia del club ad inviti e i molteplici infortuni che colpirono la rosa degli All blacks, in quel momento impegnati in un tour nelle isole britanniche, gli fecero ottenere la convocazione con la nazionale neozelandese; esordì, come titolare, nella partita contro la Scozia il 15 novembre 2014. Ottenne la sua seconda presenza con gli All blacks nell'incontro con l'Australia, valido per il secondo turno del The Rugby Championship 2016.

## Palmarès
- Rugby Championship: 1
Nuova Zelanda: 2016